# Wehntalerstrasse

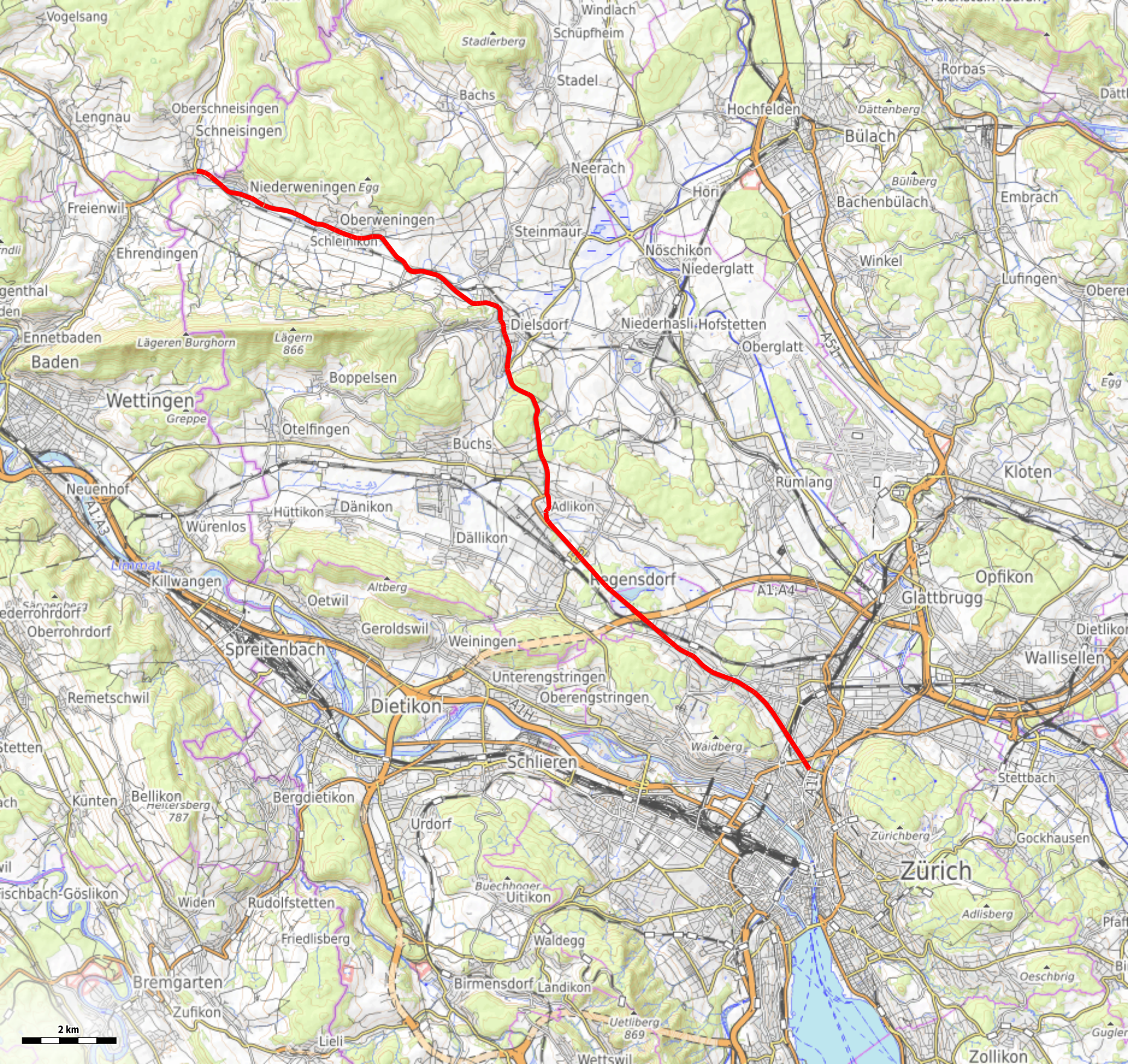
Verlauf der Wehntalerstrasse

Die Wehntalerstrasse ist eine 21 Kilometer lange Hauptstrasse im Kanton Zürich in der Schweiz, die Teil der Hauptstrasse 17 ist. Sie beginnt in der Stadt Zürich an der Schaffhauserstrasse und endet in Niederweningen kurz hinter der Grenze zum Kanton Aargau. Die Fortsetzung im Kanton Aargau ist die Surbtalstrasse. Die Wehntalerstrasse ist mit 5,66 Kilometern Länge die längste Strasse der Stadt Zürich. Namensgeber ist das Wehntal, durch das die Strasse am östlichen Ende führt.

## Geschichte
Bereits in der römischen Zeit bestand ein Verkehrsweg durchs Wehntal. Dieser folgte allerdings auf der orografisch linken Talseite dem Lägernhang ungefähr entlang dem heutigen Veloweg oberhalb von Sünikon vorbei – dort Alte Landstrasse genannt, dann dem Gattikerweg bis Schleinikon und Dachsleren über Stockacherweg und Höhweg nach Niederweningen bei der Kirche vorbei, dann über Steig und Langengrabenstrasse in Unterehrendingen und Tiefenwaag im Kanton Aargau. In den Jahren 1839 bis 1841 baute der Kanton Zürich die Strasse im Raum Regensdorf neu, wobei der sumpfige Bereich beim Katzensee besondere Schwierigkeiten bereitete. 1843 wurde die Strasse im Wehntal ausgebaut. Auf Wunsch der Schöfflisdorfer intervenierte der Dorfpfarrer bei der Kantonsregierung, die Strasse nicht entlang dem alten Verlauf auf der linken Talseite zu bauen, sondern durchs Dorf zu führen. Die Strasse machte deshalb an der Gemeindegrenze zu Schöfflisdorf einen sehr engen Bogen in Richtung Dorf und führte schnurgerade ins Dorf hinein. Die nicht vorgesehene Kurve erhielt den Namen Pfaffenrank. Ein Jahr zuvor fuhr die erste Postkutsche auf der Wehntalerstrasse von Zürich nach Niederweningen. Die Strasse erhielt in Zürich ihren offiziellen Namen 1875 gemäss der Kartei des Staatsarchivs. In den Landgemeinden sind andere Namen nachgewiesen, so zum Beispiel Herrenstrasse oder Zürcherstrasse.

## Verlauf

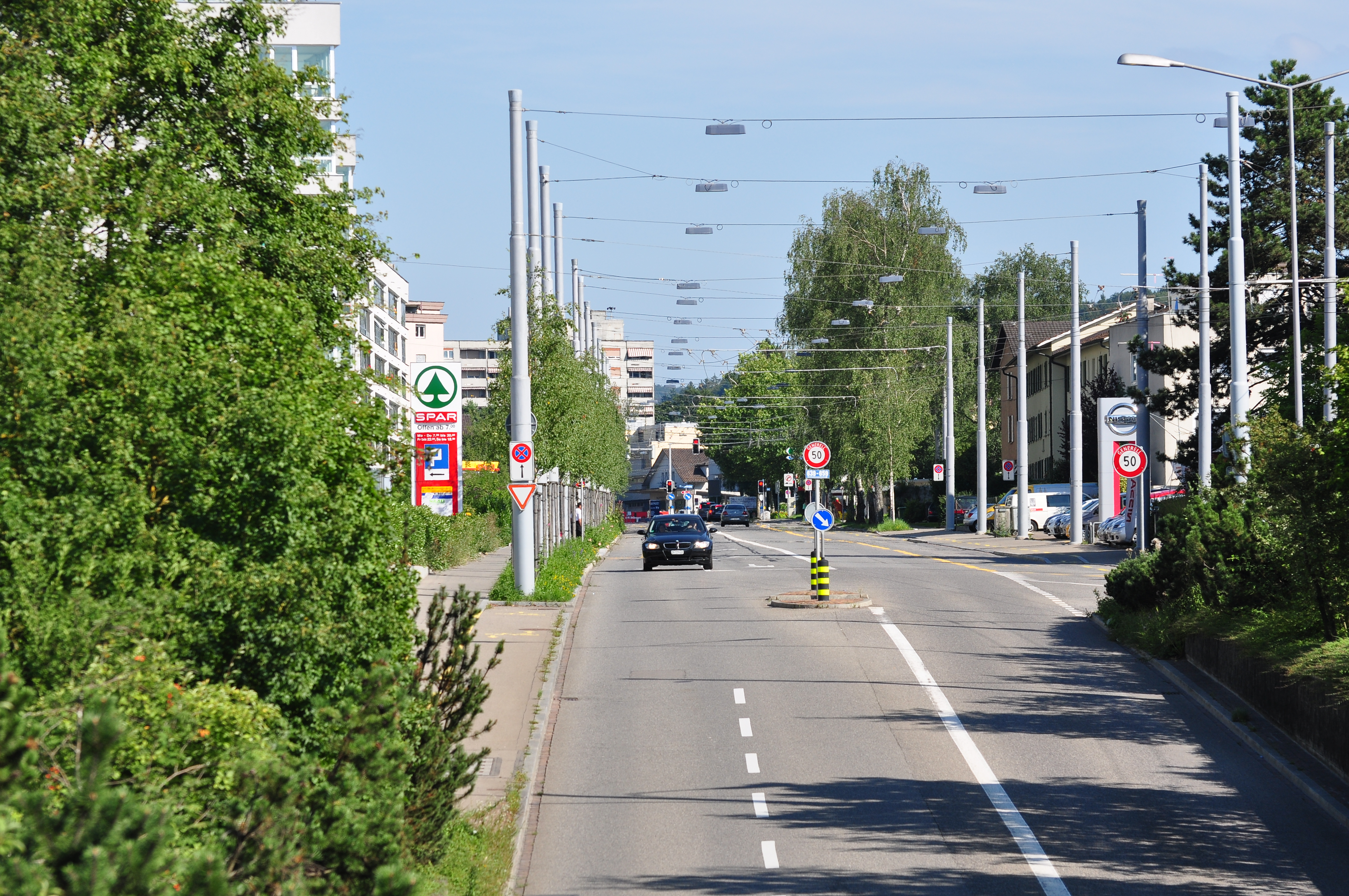
Wehntalerstrasse in Affoltern (Stadt Zürich)

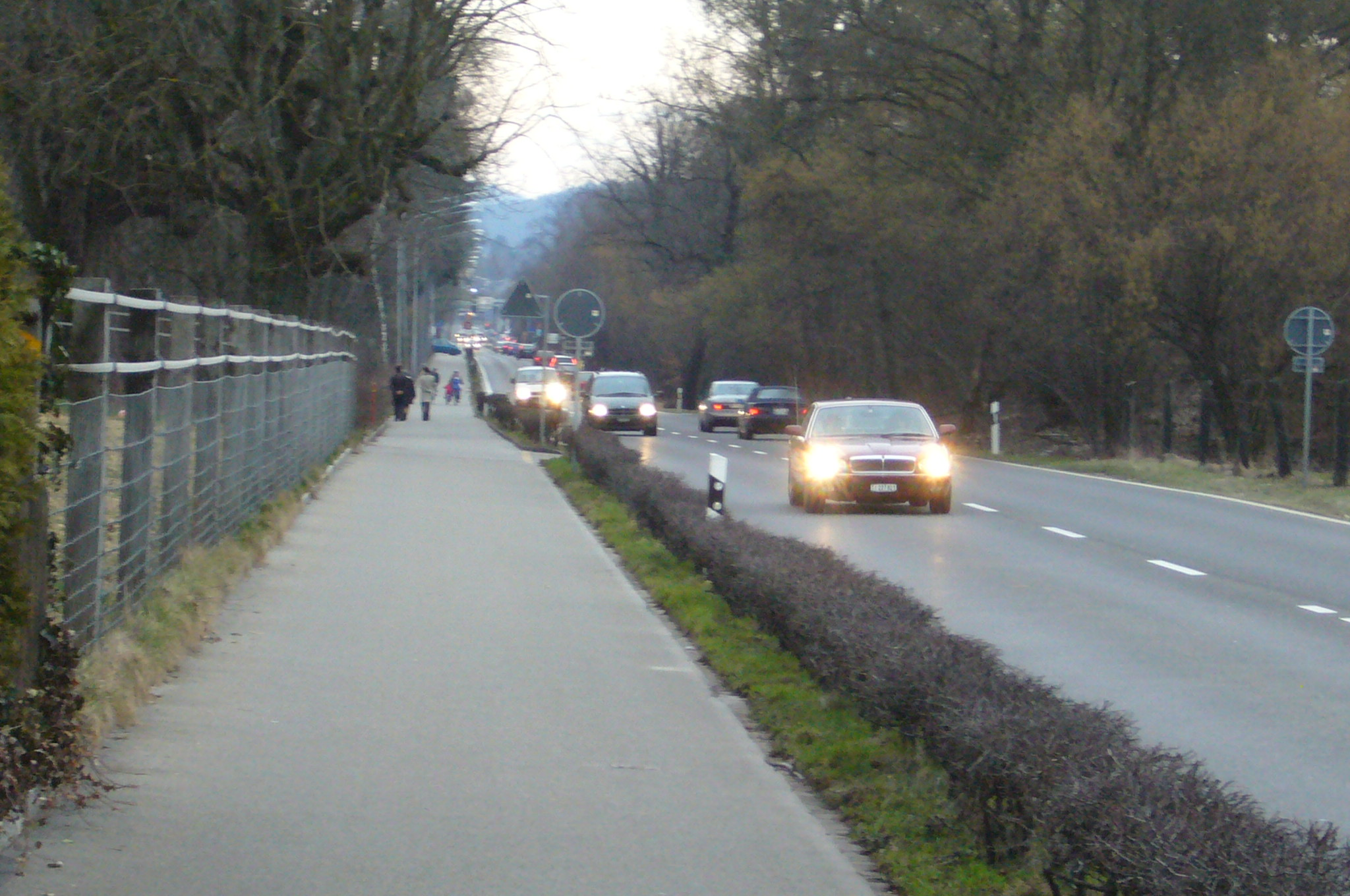
Wehntalerstrasse beim Katzensee

Die Strasse beginnt beim Milchbuck in Unterstrass, führt durch Affoltern, dann beim Autobahnanschluss «Zürich Affoltern» unter der Autobahn A1 hindurch und erreicht beim Katzensee die Stadtgrenze. Weiter führt die Strasse mit einer Ortsumgehung um Adlikon bei Regensdorf herum, über den Schwenkelberg nach Dielsdorf. Nach Sünikon bei Steinmaur führt die Strasse beim Pfaffenrank über die Talwasserscheide durchs Wehntal, das der Strasse den Namen gab. Die Strasse endet beim Kreisel kurz hinter der Kantonsgrenze neben dem Areal der Firma Bucher. Die Fortsetzung ist die Surbtalstrasse, die nach Döttingen führt.
Die Wehntalerstrasse ist Teil der Hauptstrasse 17, die von Leibstadt im Kanton Aargau am Rhein durchs Zürcher Oberland und das Glarnerland über den Klausenpass nach Altdorf im Kanton Uri verläuft.